# Okuna
 (mars 2025).
Okuna, anciennement Openbook est un réseau social européen actuellement en version Alpha qui doit voir le jour en version finale courant mai 2019. Ce réseau social a comme particularités d'être open source, respectueux de la vie privée, simple d'utilisation, personnalisable et sans publicité. Okuna a été conçu comme une alternative à Facebook notamment après l'affaire Cambridge Analytica. Okuna se veut aussi un réseau social bon pour la planète. En effet il compte reverser 30% de ses bénéfices à FoundersPledge pour améliorer l'éducation et prévenir le changement climatique.

## Historique
L'Idée d'Okuna a vu le jour en avril 2018 à La Haye aux Pays-Bas.
Le 17 juillet 2018, Okuna lance une campagne de levée de fonds sur Kickstarter. L'objectif est de récolter 100 000 € pour la création du réseau social en version web. Mais cet objectif ne sera pas atteint.
Okuna relance alors une autre campagne de levé de fonds le 19 août 2018. L'objectif est cette fois la récolte de 30 000 € pour la création du réseau social sur mobile. L'objectif est dépassé, 56 506 € sont récoltés.
Le 16 mars 2019, la version alpha d'Okuna est mise en ligne pour les quelque 1 788 personnes ayant aidé au financement d'Okuna.
Le 12 juin 2019 Openbook change de nom et devient Okuna. Ce changement de nom intervient à la suite de la demande des avocats de Facebook de supprimer le mot book dans le nom du réseau social.

## Identité visuelle

Logo d'Okuna depuis le 16 mars 2019